# 阿爾皮湖國家公園

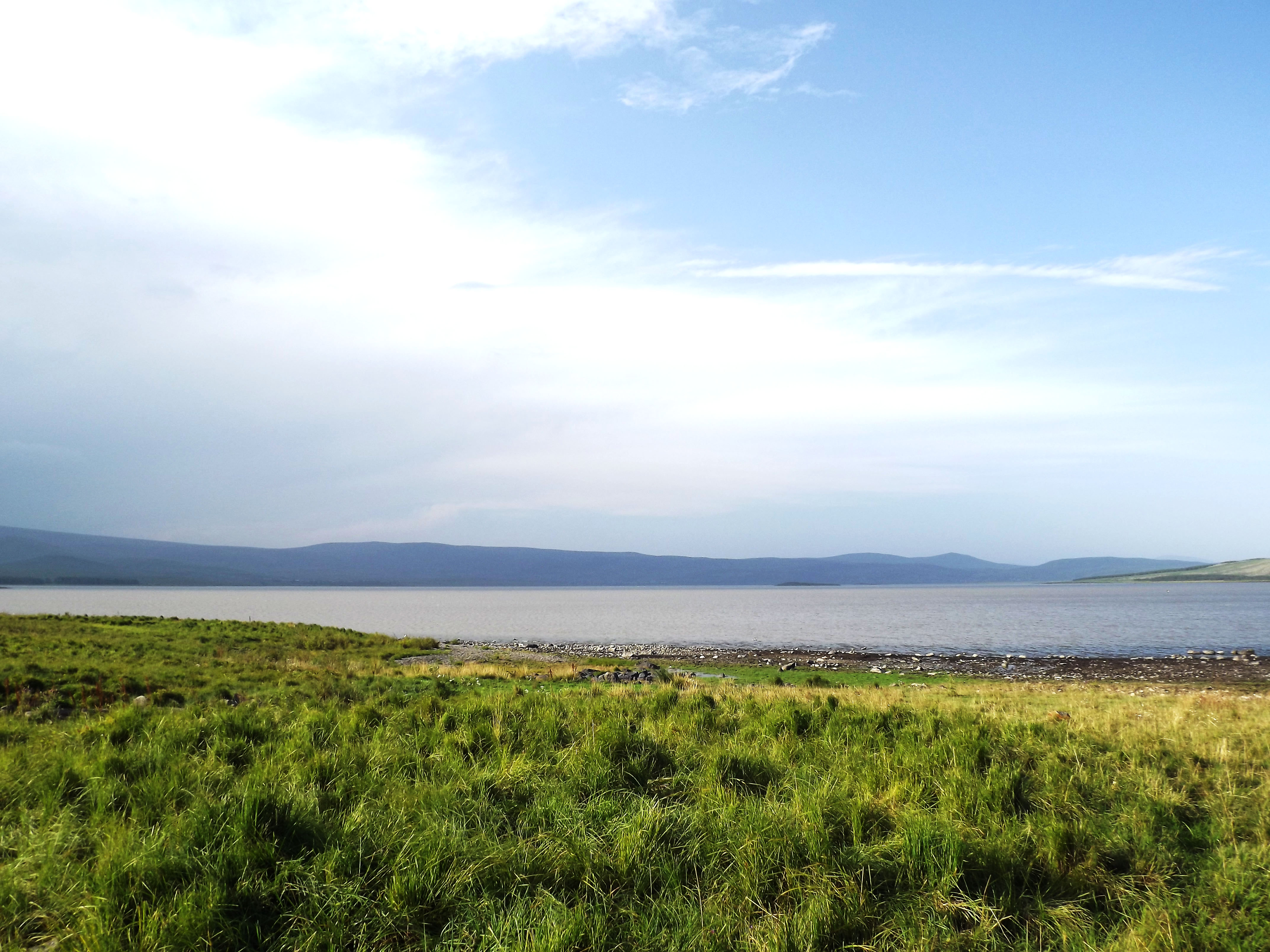

41°03′16″N 43°38′35″E / 41.05444°N 43.64306°E
阿爾皮湖國家公園（羅馬化：Arp'i lchi azgayin park），是亞美尼亞西北部希拉克州的國家公園，成立於2009年，面積250平方公里，該地區有225種鳥類、11種鳥類、3種兩棲類、38種哺乳類等野生動物棲息。